# Staley
Staley es un pueblo ubicado en el condado de Randolph y en el estado estadounidense de Carolina del Norte. La localidad en el año 2000, tenía una población de 347 habitantes en una superficie de 3.1 km², con una densidad poblacional de 110.4 personas por km².

## Geografía
Staley se encuentra ubicado en las coordenadas 35°47′41″N 79°33′4″O / 35.79472, -79.55111. Según la Oficina del Censo, la localidad tiene un área total de 3,1 km² (1,2 mi²), de la cual 3,1 km² (1,2 mi²) es tierra y 0 km² (0 mi²) (0.0%) es agua.

### Localidades adyacentes
El siguiente diagrama muestra a las localidades en un radio de 24 kilómetros (14,9 mi) de Staley.

## Demografía
En el 2000 la renta per cápita promedia del hogar era de $36.964, y el ingreso promedio para una familia era de $43.000. El ingreso per cápita para la localidad era de $14.758. En 2000 los hombres tenían un ingreso per cápita de $31.250 contra $22.045 para las mujeres. Alrededor del 13.60% de la población estaba bajo el umbral de pobreza nacional.